# Panegyrtes porosus
Panegyrtes porosus là một loài bọ cánh cứng trong họ Cerambycidae.